# Hochsalm
Hochsalm är ett berg i Österrike.   Det ligger i distriktet Gmunden och förbundslandet Oberösterreich, i den centrala delen av landet, 180 km väster om huvudstaden Wien. Toppen på Hochsalm är 1 405 meter över havet, eller 394 meter över den omgivande terrängen. Bredden vid basen är 8,5 km.
Terrängen runt Hochsalm är kuperad åt nordväst, men åt sydost är den bergig. Närmaste större samhälle är Scharnstein, 3,6 km nordväst om Hochsalm. 
I omgivningarna runt Hochsalm växer i huvudsak blandskog. Runt Hochsalm är det ganska tätbefolkat, med 65 invånare per kvadratkilometer.